# 木里鼢鼠
木里鼢鼠（学名：Eospalax muliensis）为鼹形鼠科凸颅鼢鼠属的啮齿动物，是中国的特有物种。分布于四川省西部地区。该物种的模式产地在四川木里藏族自治县康坞牧场。

## 鉴别特征
木里鼢鼠体型小：平均体重（BW）155.64g，平均颅全长（GLS）40.52毫米；尾相对较长，覆以密毛；鼻垫呈三叶形；吻短，近矩形，鼻骨小，后端平直，与前颌骨前半部分接近平行；脑壳呈圆顶状，颞嵴不明显，前方平行，仅颅骨侧面有人字嵴；枕部具有发达的枕嵴，向后延伸，几乎与枕髁形成平面；约1/3的门齿孔位于上颌骨内，其余2/3的门齿孔位于前颌骨内；腭和翼腭窝大，上颌第2臼齿最大宽度（M2－M2）几乎等于上臼齿长度（LUM）；第3上臼齿（M3）外侧有2个内凹角。